# ハインツ＝クリスティアン・シュトラッヘ

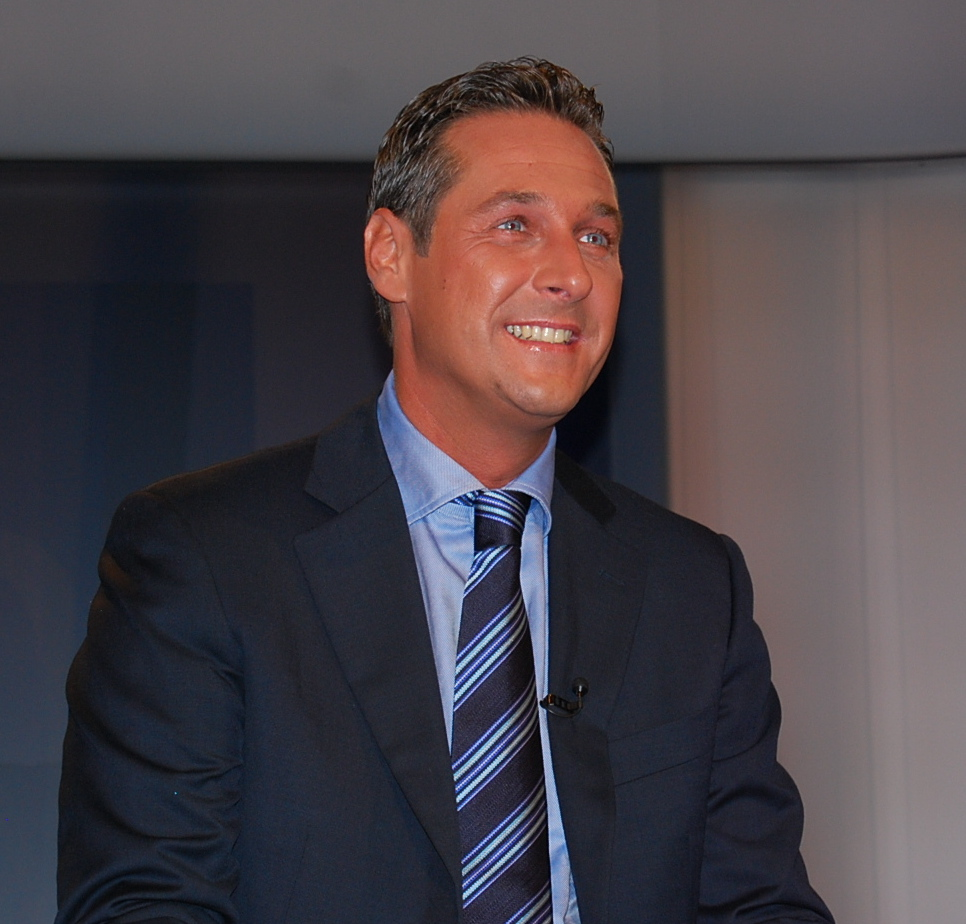
ハインツ＝クリスティアン・シュトラッヘ

ハインツ＝クリスティアン・シュトラッヘ（Heinz-Christian Strache 1969年6月12日 - ）はオーストリアの政治家。同国副首相、オーストリア自由党党首を務めた。「HC」という略称を自身でよく使用している。

## 来歴
ウィーン出身。歯科技工士として職業訓練を受ける傍ら、オーストリア自由党に入党し、1991年から政治活動を始める。
2004年にヒルマー・カバスに代わって自由党ウィーン支部のリーダーに就任する。シュトラッヘは、当時自由党内で多大な影響力を持っていたイェルク・ハイダーの弟子のような存在と見られていたが、2005年に入ってハイダーと反目するようになる。結果として、ハイダーは新党「オーストリア未来同盟」を結党、自由党を去った。
2005年4月23日、自由党党首に就任。2017年の2017年10月15日の国民議会選挙で自由党は51議席で第3党となり、中道右派の国民党との連立でシュトラッヘはセバスティアン・クルツ政権の副首相に就任した（公務・スポーツ大臣を兼任）。しかし2017年選挙の直前、ロシア新興財閥の関係者と名乗る女性とスペインで会合し、選挙支援を得る見返りに公共事業受注を約束したとする疑惑が2019年5月になって表面化し、5月18日に副首相と自由党党首を辞任した。これに伴い自由党は国民党との連立政権を解消した。その後、5月27日に採決された野党・社会民主党提出の内閣不信任決議案に自由党も賛成に周り、クルツ政権は崩壊した。

## 主張
2005年10月に行われたウィーン市議会選挙において、シュトラッヘは以下のような主張をしている。
- 「Wien darf nicht Istanbul werden(ウィーンをイスタンブールにしてはならない)」
- 「Daham statt Islam(イスラームでなく我が家）」
- 「Deutsch statt "nix verstehn" (「分かりません」ではなくドイツ語を)」
- 「Pummerin statt Muezzin(ムアッジンではなくプムメリン)」
- 「Heimat im Herzen(心の祖国）」
- 「Arbeit statt Zuwanderung（出入国管理よりも労働）」

このような主張から、彼は外国人（特にムスリム）排斥を推進する右翼政治家とみなされている。